# Musée ferroviaire de la gare Riga
Le Musée ferroviaire de la gare de Riga est à Moscou. Les locomotives sont exposées sur les voies à l'extérieur des bâtiments de la gare de Riga.

## Galerie de photographies

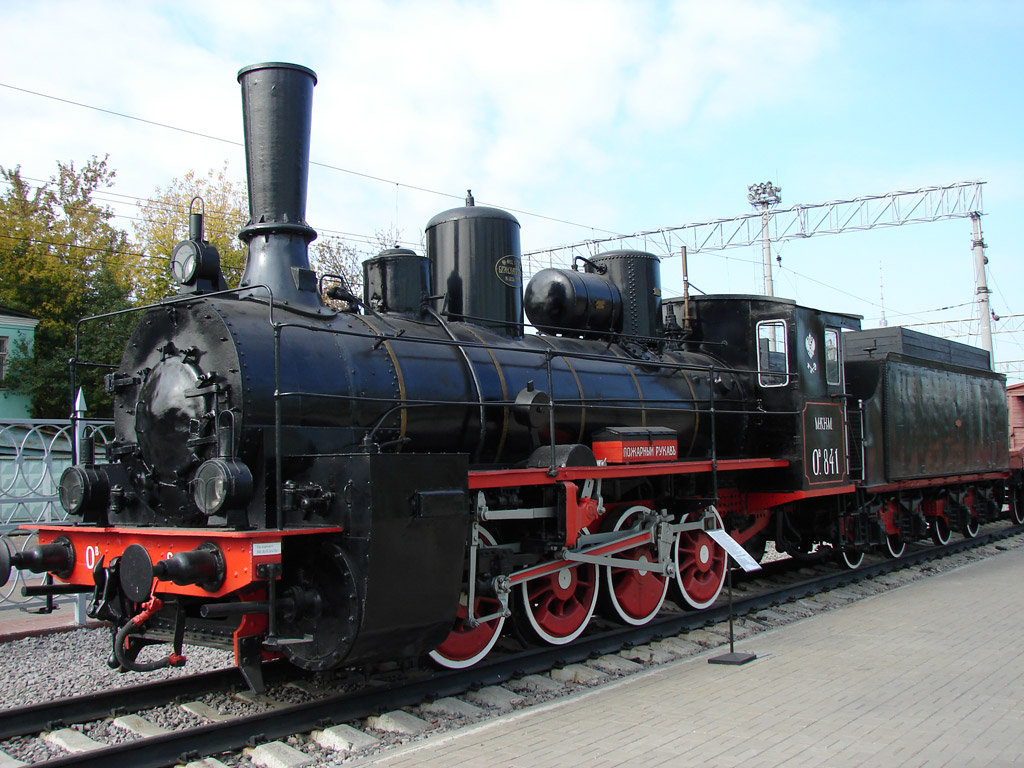
Ov-841.
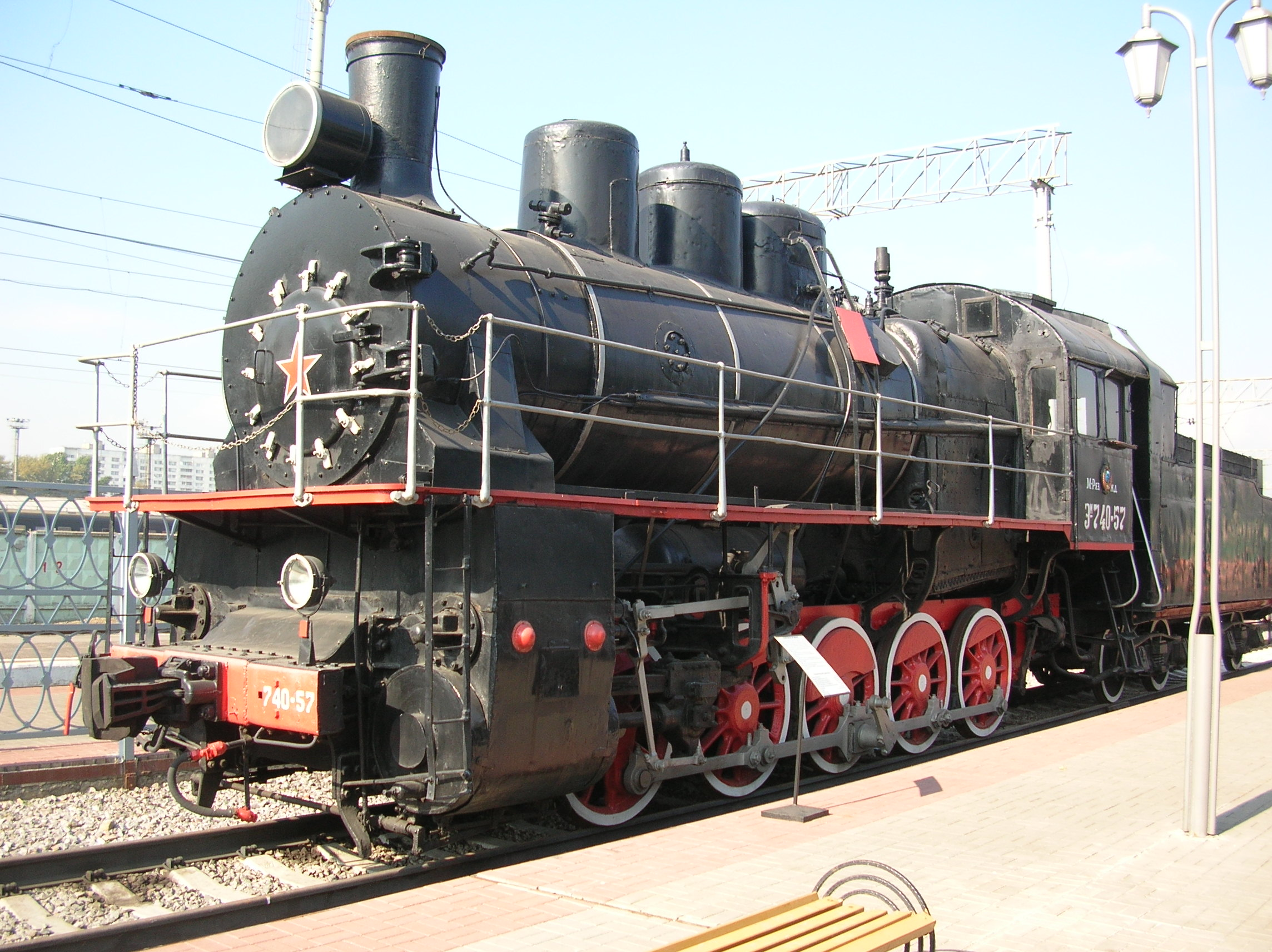
Em 74-57.
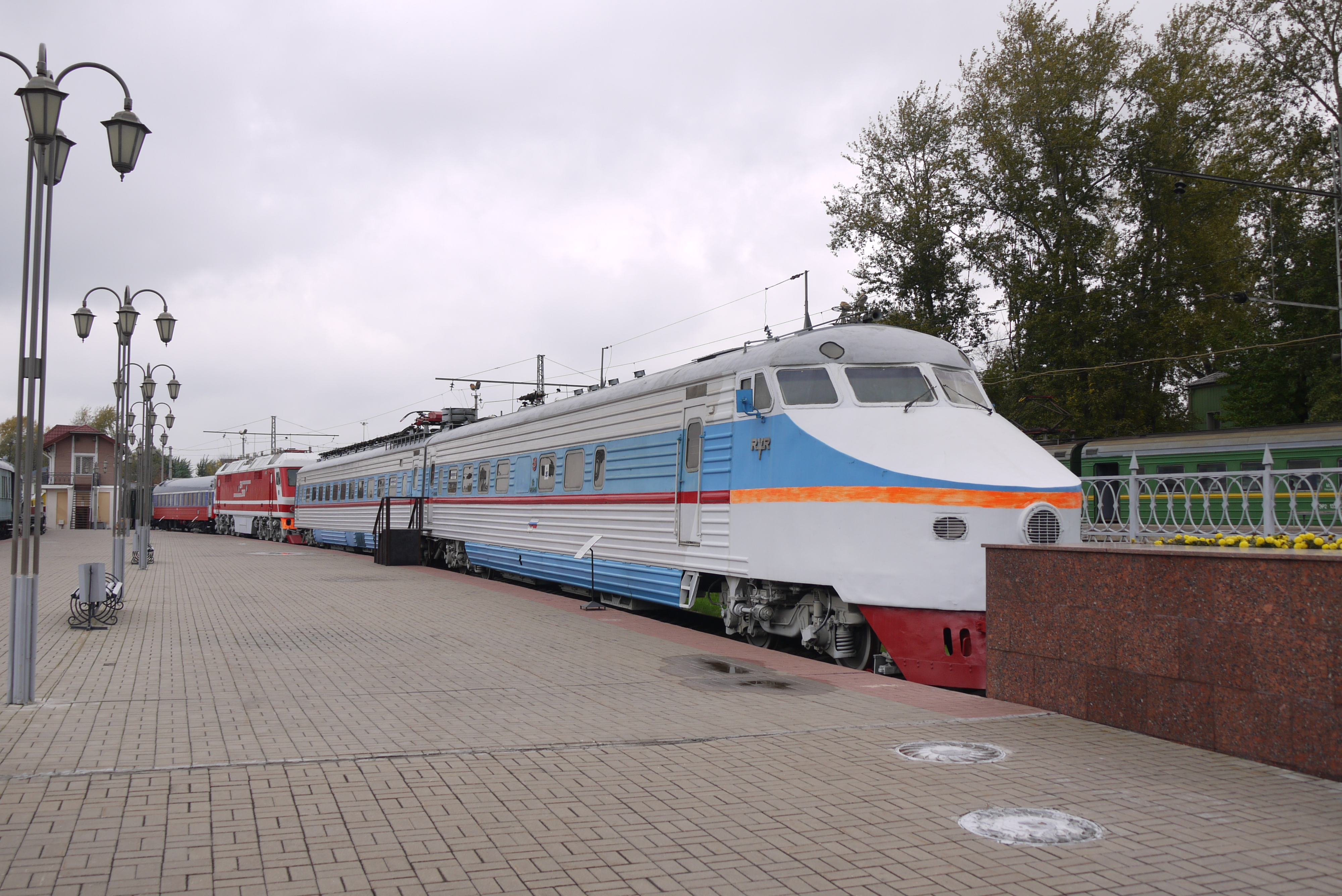
ER200-105.